# Jean-Claude Barny
Pour les articles homonymes, voir Barny.
Jean-Claude Barny, né le 18 avril 1965 à Pointe-à-Pitre (Guadeloupe, France), est un acteur, réalisateur, scénariste, producteur
français.
Il est parfois crédité sous les noms de Jean-Claude Flammand-Barny ou de Jean-Claude Flammand. 

## Biographie
Autodidacte, Jean-Claude Barny se forme dès l’âge de 16 ans en décryptant dans les salles de cinéma[pas clair] les films d’auteur, d’action et de fiction.
En 1994, il se lance dans la réalisation de son premier court-métrage Putain de Porte avec Saïd Taghmaoui, Benoît Magimel, Vincent Cassel, Mathieu Kassovitz et Léa Drucker. À la suite de ce court-métrage, Mathieu Kassovitz lui confie la direction du casting du film La Haine. Jean-Claude Barny continue d’apprendre son métier lors de stages de mise en scène, notamment avec Jacques Audiard sur son long-métrage Un héros très discret. Il passe ensuite à la réalisation de clips de la jeune scène urbaine française (Abd Al Malik, Tonton David, Doc Gynéco, Melgroove, Nèg' Marrons) et d’artistes caribéens comme Kassav' ou Jane Fostin.
En 2003, il s’installe en Guadeloupe pour écrire son premier long métrage Nèg Maron. À sa sortie en 2005, Nèg Maron réalise 250 000 entrées sur le territoire français. Ce film produit par Mathieu Kassovitz et Richard Magnien, marque un tournant et un renouveau dans l'imaginaire du cinéma antillais[pas clair]. Le film montre une jeunesse antillaise désœuvrée et sans avenir parce qu’elle n’a aucune connaissance de son passé. Le spectateur est embarqué dans le quotidien de ces jeunes antillais et est confronté à la réalité de la misère dans ces quartiers pauvres de l’île[réf. souhaitée]. On retrouve à l’écran Jocelyne Beroard, Stomy Bugsy et dans les rôles principaux deux artistes emblématiques de la scène musicale guadeloupéenne mais novices au cinéma : Christy Campbell (connu sous le nom d’Admiral T) incarnera le personnage de Joshua et D.Daly dans celui de Silex.
Puis il est repéré par la productrice Elizabeth Arnac (Lizland Films) qui lui propose de réaliser Tropiques amers, une série historique sur l’esclavage aux Antilles. Tournée à Cuba, en six épisodes, cette saga revient sur les heures sombres et méconnues de la France de la fin du XVIIIe siècle, lorsqu’elle utilisait les esclaves pour développer son économie sucrière.
En 2014, il tourne le téléfilm Rose et le Soldat avec au casting Fred Testot, Zita Hanrot, Jocelyne Béroard, Jean-Michel Martial, Yann Gael, Sandrine Salyères, Christophe Malavoy, Lucien Augustin-Legrand et Pascal Légitimus, produit de nouveau par Lizland Films et France 2. Le téléfilm traite de l’histoire de la Martinique pendant la Seconde Guerre mondiale, et notamment de la période an tan Robè, lorsque l’Amiral Robert, fidèle au régime de Vichy, était haut commissaire de France aux Antilles (1940-1943). Il est diffusé le 20 avril 2016 sur France 2.
Son second long-métrage, Le Gang des Antillais, produit par Sébastien Onomo , réunit un casting de quatre acteurs noirs dans les rôles principaux, Djédjé Apali, Eriq Ebouaney, Vincent Vermignon et Adama Niane, et en second rôle Djibril Pavade avec la complicité de Lucien Jean-Baptiste, Romane Bohringer, Karim Belkhadra et Mathieu Kassovitz. Le film sort en 2016, il revisite le livre autobiographique du Martiniquais Loïc Lery, incarcéré dans les années 1970 pour braquages à mains armées.
En 2024, il réalise son troisième long-métrage, Fanon. Le film est présenté en avant-première au Festival international du film de Marrakech et est largement salué par la presse et la critique marocaine  ,. Il sort en avril 2025 en France. Avec Fanon, Jean-Claude Barny estime « avoir fait [son] meilleur film ».

## Filmographie

### Acteur
- 1993 : Métisse de Mathieu Kassovitz : gros relou en boîte
- 1994 : Les Mercredis de la vie (série télévisée), épisode Assedicquement vôtre de Maurice Frydland
- 1995 : Combats de femme (collection), épisode Une femme dans la nuit d'Eric Woreth : l'homme dans le RER
- 1997 : Le ciel est à nous de Graham Guit : Claudius

### Réalisateur

#### Cinéma
- 1994 : Putain de porte (court métrage)
- 2005 : Nèg Maron
- 2016 : Le Gang des Antillais
- 2025 : Fanon

#### Télévision
- 2007 : Tropiques amers (mini-série télévisée)
- 2010 : Digicel Jamaïque Usain Bolt (4 spots)
- 2015 : Rose et le Soldat (téléfilm)

### Scénariste
- 2016 : Dieumerci ! de Lucien Jean-Baptiste (collaboration)

## Jeu vidéo
- 2004 : Hitman: Contracts de Greg Nagan : voix
- 2006 : Hitman: Blood Money de Rasmus Hojengaard : voix

## Filmographie sur Jean-Claude Barny
- Jean-Claude Barny, le cinéma du NèG Maron, Zycopolis Productions, 2022, Vidéo 720p/HDV, 60 min [[FranceTVPro À l’occasion du 75e Festival de Cannes, portrait d'un réalisateur hors norme |détail des éditions]] : documentaire